# Mapa kulturowa Ingleharta–Welzela
Mapa kulturowa Ingleharta–Welzela (także mapa kultur Ingleharta–Welzela, mapa kultury Ingleharta–Welzela) – wykres punktowy stworzony przez politologów Ronalda Ingleharta i Christiana Welzela na podstawie ankiet World Values Survey i European Values Survey.
Przedstawia ściśle powiązane wartości kulturowe, które różnią się między społeczeństwami w dwóch dominujących wymiarach: wartości tradycyjne vs. świecko-racjonalne na pionowej osi y i wartości przetrwania vs. wyrażania siebie na poziomej osi x. Przejście w górę na tej mapie odzwierciedla przejście od wartości tradycyjnych do świecko-racjonalnych, a przesunięcie w prawo odzwierciedla przejście od wartości przetrwania do wartości wyrażania siebie. Mapa pokazuje, gdzie znajdują się społeczeństwa w tych dwóch wymiarach. Klastry krajów odzwierciedlają ich wspólne wartości, a nie bliskość geograficzną.
Wartości tradycyjne podkreślają znaczenie religii, więzi rodzic-dziecko, szacunek dla władzy, absolutnych standardów i tradycyjnych wartości rodzinnych. Osoby, które wyznają te wartości, odrzucają zwykle rozwód, aborcję, eutanazję i samobójstwo. Społeczeństwa, które przyjmują te wartości, mają wysoki poziom dumy narodowej i nacjonalizmu. Wartości świecko-racjonalne mają przeciwstawne preferencje do wartości tradycyjnych. Przejście od wartości tradycyjnych do świecko-racjonalnych zostało opisane jako „zasadniczo zastąpienie religii i przesądów nauką i biurokracją jako podstawą zachowań i relacji władzy w społeczeństwie”.
Wartości wyrażania siebie dają wysoki priorytet subiektywnemu samopoczuciu, samoekspresji i jakości życia. Niektóre wartości bardziej powszechne w społeczeństwach, które je przyjmują, to ochrona środowiska, rosnąca tolerancja wobec cudzoziemców, mniejszości LGBT oraz równość płci, rosnące żądania udziału w podejmowaniu decyzji w życiu gospodarczym i politycznym (autonomia i wolność od władzy centralnej), zaufanie międzyludzkie, umiar polityczny i przesunięcie wartości wychowawczych z nacisku na ciężką pracę na wyobraźnię i tolerancję. Przejście od przetrwania do wyrażania siebie oznacza również przejście od społeczeństwa przemysłowego do społeczeństwa postindustrialnego, a także popularyzację wartości demokratycznych.
Według autorów: „Te dwa wymiary wyjaśniają ponad 70 procent wariancji międzynarodowościowej w analizie czynnikowej dziesięciu wskaźników – a każdy z tych wymiarów jest silnie skorelowany z wynikami innych ważnych orientacji”. Autorzy podkreślają, że status społeczno-ekonomiczny nie jest jedynym czynnikiem determinującym położenie kraju, gdyż ważnym czynnikiem jest także ich dziedzictwo religijne i kulturowo-historyczne.